# Mari autonome oblast
Mari autonome oblast (tidligere kaldet cheremissernes eller tjeremissernes autonome område) var et autonomt område fra 1920 til 1936. Det var beliggende i Nizjegorod kraj i Russiske SFSR nog grænsede i syd op til Tjuvasj autonome oblast, hvor grænsen til dels udgjordes af Volga. Arealet var 23.525 km² og havde 482.101 indbyggere i 1926 svarende til 20,5 pr. km².

## Demografi
Af befolkningen udgjorde i 1926 53,3 % marier, russerne 42,3 % og tatarer 4,2 %.

## Næringsveje
Befolkningen ernærede sig af landbrug og skovbrug, idet store dele af landet var opfyldt af skov. Der fandtes kun lidt læder- og træindustri. Bybefolkningen udgjorde kun 4,2 %.

## Historie
Marierne indvandrede først i 1000-1300 tallet fra egnene omkring Don, hvor de havde levet fra 200 f.v.t. I 1400-tallet kæmpede de sammen med tatarerne for deres eksistens mod russernes kolonisationsforsøg, og kom endelig under zarstyret i 1553. De deltog i revolutionen 1905 og 1917, og den 4. november 1920 oprettedes Mari autonome oblast med Zarevokokshajsk som hovedstad (omdøbt til Krasnokokshajsk). Byen havde 3.300 indbyggere i 1926 og var beliggende 112 km fra Volga ved en biflod til denne.
Pr. 1. oktober 1931 var regionen inddelt i 9 områder:
- Gorno-Mari nationale område
- Zvenigovskij distrikt
- Yoshkar-Ola
- Mari-Turekskij distrikt
- Morkinskij distrikt
- Ny Torjalskij område
- Orsha distrikt
- Sernursky distrikt
- Yurinskij nationale område

Den 5. december 1936 blev oblasten omdannet til Mari ASSR.